# شدة إشعاعية

الشدة الإشعاعية أو شدة الإشعاع (بالإنجليزية: Radiant intensity)‏ أو الشدة الطاقية (بالفرنسية: Intensité énergétique)‏ في قياسات الإشعاع هي مقياس لكمية التدفق الإشعاعي في كل زاوية مجسمة، وحدة قياسها هي واط لكل ستراديان وبالتعبير الرياضي :
{\displaystyle I={\frac {\Phi }{\Omega }}}
حيث:
- {\displaystyle I} - هي شدة الإشعاع
- {\displaystyle \Phi } - التدفق الإشعاعي
- {\displaystyle \Omega } - الزاوية المجسمة

| الكمية                       | المصطلح             | الرمز    | الواحدة الدولية                                                            | الاختصار                      | ملاحظات                                                              |
| ---------------------------- | ------------------- | -------- | -------------------------------------------------------------------------- | ----------------------------- | -------------------------------------------------------------------- |
| طاقة إشعاعية                 | Radiant energy      | Q        | جول                                                                        | J                             | طاقة                                                                 |
| تدفق إشعاعي                  | Radiant flux        | Φ        | واط                                                                        | W                             | الطاقة الإشعاعية في واحدة الزمن، وتسمى أيضا الفيض الإشعاعي           |
| شدة إشعاعية                  | Radiant intensity   | I        | واط/ستراديان                                                               | W·sr−1                        | الطاقة في واحدة الزاوية الصلبة                                       |
| إشعاعية                      | Radiance            | L        | واط في السترأديان في المتر المربع                                          | W·sr−1·m−2                    | الطاقة في واحدة الزاوية الصلبة في واحدة المساحة للسطح المعرض للإشعاع |
| كثافة التدفق الإشعاعي        | Irradiance          | E, I     | واط في المتر المربع                                                        | W·m−2                         | الطاقة الساقطة على سطح ما.                                           |
| ابتعاث إشعاعي                | Radiant exitance    | M        | واط في المتر المربع                                                        | W·m−2                         | الطاقة الصادرة من سطح ما.                                            |
| ؟                            | Radiosity           | J or Jλ  | واط في المتر المربع                                                        | W·m−2                         | الطاقة الصادرة والمنعكسة التاركة لسطح ما.                            |
| إشعاعية طيفية                | Spectral radiance   | Lλ or Lν | واط في السترأديان في المتر3 أو واط في السترأديان في المتر المربع في الهرتز | W·sr−1·m−3 or W·sr−1·m−2·Hz−1 | تقاس عادة بـ W·sr−1·m−2·nm−1                                         |
| كثافة التدفق الإشعاعي الطيفي | Spectral irradiance | Eλ or Eν | واط في المتر 3 أو واط في المتر المربع في الهرتز                            | W·m−3 or W·m−2·Hz−1           | تقاس عادة بـ W·m−2·nm−1                                              |